# 鐵必制計劃
鐵必制计划（德語：Tirpitz-Plan），由德国海军将领阿爾弗雷德·馮·鐵必制策划，用以建立世界上第二大的德国海军，仅次于英国海军的规模，借此显示德国的世界强国地位，英国认为德国有意挑战她的海上霸权，所以扩建海军，引起英德两国严重的军备竞赛。德国通过四次海军法，大量扩军、建造无畏舰，令竞争日益恶化，令欧洲战云密布。

## 参見
- 第一次世界大戰列強軍備競賽